# Lomaria glauca
Lomaria glauca là một loài thực vật có mạch trong họ Blechnaceae. Loài này được (Mett.) Hook. mô tả khoa học đầu tiên năm 1859.